# Norwalk (Kalifornija)
Norwalk je grad u američkoj saveznoj državi Kalifornija. Prema popisu stanovništva iz 2010. u njemu je živjelo 105.549 stanovnika.